# صید در پی صیاد
صید در پی صیاد نام یک مجموعهٔ تلویزیونی ایرانی به کارگردانی «صادق هاتفی» است که در سال ۱۳۷۵-۱۳۷۴ تولید و از شبکه ۲ سیمای جمهوری اسلامی ایران پخش گردید.

## خلاصه داستان
این مجموعه تلویزیونی، روایتی است تازه، از زندگی و آشناییِ مولانا جلال‌الدین رومی با شمس تبریزی

## مکان فیلمبرداری
فیلمبرداری این مجموعه تلویزیونی از خردادماه ۱۳۷۴ در بیابان‌های اطراف قم آغاز و در نهایت، در نیشابور و خرمشهر به پایان رسید.

## بازیگران و عوامل تولید

### بازیگران
- ولی شیراندامی
- صادق هاتفی
- محمد شیری
- عباس وفایی
- حمید مهرآرا
- صدرالدین حجازی
- علی طالب‌لو
- زهره سرمدی
- حمید لیقوانی
- سعید داخ
- هرمز سیرتی